# Tournoi inter-colonial
Le Tournoi inter-colonial, en anglais Inter-colonial tournament, est une compétition de cricket organisée de 1893 à 1939 et opposant les équipes de Barbade, Trinité et la Guyane britannique. Elle est considérée comme « first-class ». Elle se tient d'abord tous les deux ans, puis devient plus ou moins annuelle.

## Historique
La première rencontre entre deux équipes représentatives dans les Caraïbes oppose en 1865 Barbade et Demerara (future Guyane britannique et plus tard Guyana). Un tournoi triangulaire regroupe ces deux équipes et Trinité en 1891. C'est un succès populaire. Les trois sélections décident alors de se rencontrer régulièrement d'abord de manière bisannuelle. La compétition devient annuelle par la suite. Le tournoi s'interrompt lors de la Première Guerre mondiale. Il prend définitivement fin avec la Seconde Guerre mondiale.

## Principe
Pour la majeure partie des éditions du tournoi, le tournoi consiste en deux matchs. Une première rencontre oppose les deux équipes qui n'ont pas remporté le trophée l'année précédente, tandis que la finale met aux prises le tenant du titre au vainqueur de ce premier match. Les trois équipes organisent le tournoi à domicile par rotation. Selon les éditions, l'équipe originaire de la Guyane britannique concourt sous ce nom ou sous celui de Demerara.

## Palmarès
| Saison    | Vainqueur          | Finaliste          | Lieu                           |
| --------- | ------------------ | ------------------ | ------------------------------ |
| 1891-1892 | Barbade            | Trinité            | Bay Pasture, Barbade           |
| 1893-1894 | Barbade            | Trinité            | Queen's Park Savannah, Trinité |
| 1895-1896 | Guyane britannique | Barbade            | Bourda, Guyane britannique     |
| 1897-1898 | Barbade            | Demerara           | Kensington Oval, Barbade       |
| 1899-1900 | Barbade            | Guyane britannique | Queen's Park Oval, Trinité     |
| 1901-1902 | Trinité            | Trinité            | Bourda                         |
| 1903-1904 | Trinité            | Barbade            | Kensington Oval                |
| 1905-1906 | Barbade            | Trinité            | Queen's Park Oval              |
| 1907-1908 | Trinité            | Barbade            | Bourda                         |
| 1908-1909 | Barbade            | Trinité            | Kensington Oval                |
| 1909-1910 | Trinité            | Barbade            | Queen's Park Oval              |
| 1910-1911 | Barbade            | Trinité            | Bourda                         |
| 1911-1912 | Barbade            | Trinité            | Kensington Oval                |
| 1921-1922 | Finale non achevée | Finale non achevée | Queen's Park Oval              |
| 1922-1923 | Barbade            | Trinité            | Bourda                         |
| 1923-1924 | Barbade            | Trinité            | Kensington Oval                |
| 1924-1925 | Trinité            | Barbade            | Queen's Park Oval              |
| 1925-1926 | Trinité            | Guyane britannique | Bourda                         |
| 1926-1927 | Barbade            | Trinité            | Kensington Oval                |
| 1928-1929 | Trinité            | Barbade            | Queen's Park Oval              |
| 1929-1930 | Guyane britannique | Trinité            | Bourda                         |
| 1931-1932 | Trinité            | Barbade            | Kensington Oval                |
| 1933-1934 | Trinité            | Barbade            | Queen's Park Oval              |
| 1934-1935 | Guyane britannique | Trinité            | Bourda                         |
| 1935-1936 | Guyane britannique | Trinité            | Kensington Oval                |
| 1936-1937 | Trinité            | Guyane britannique | Queen's Park Oval              |
| 1937-1938 | Guyane britannique | Trinité            | Bourda                         |
| 1938-1939 | Trinité            | Guyane britannique | Kensington Oval                |